# Muscisaxicola frontalis
A Muscisaxicola frontalis a madarak (Aves) osztályának verébalakúak (Passeriformes) rendjébe és a királygébicsfélék (Tyrannidae) családjába tartozó faj.

## Rendszerezése
A fajt Hermann Burmeister német-argentin zoológus és ornitológus írta le 1860-ban, a Ptyonura nembe Ptyonura frontalis néven.

## Előfordulása
Dél-Amerikában, az Andokban, Argentína, Bolívia, Chile és Peru területén honos. Természetes élőhelyei a mérsékelt övi, szubtrópusi és trópusi gyepek. Telelni északra vonul.

## Megjelenése
Testhossza 18 centiméter.

## Természetvédelmi helyzete
Az elterjedési területe nagyon nagy, egyedszáma pedig stabil. A Természetvédelmi Világszövetség Vörös listáján nem fenyegetett fajként szerepel.